# Iago (Fußballspieler, 1997)
Iago (* 23. März 1997 in Monte Azul Paulista, São Paulo; voller Name Iago Amaral Borduchi) ist ein brasilianischer Fußballspieler, der auf der Position des Linksverteidigers für den EC Bahia spielt.

## Karriere

### Verein
Iago begann seine Karriere als Jugendspieler beim lokalen Klub Atlético Monte Azul. Er spielte ursprünglich als Stürmer und wechselte später auf die Position des Linksverteidigers. Im Alter von 16 Jahren trat er 2013 der Jugendabteilung von SC Internacional bei.
Vor der Saison 2017 wurde Iago in die erste Mannschaft befördert. Am 8. Februar verlängerte er seinen Vertrag bis 2020. Er gab sein Ligadebüt am 13. Mai 2017 bei einem 3:0-Auswärtssieg bei Londrina EC. In der folgenden Saison 2018 erlebte er seinen Durchbruch im Profifußball und absolvierte 35 Spiele in der Campeonato Brasileiro 2018 für Internacional.
Am 23. Mai 2018 verlängerte er seinen Vertrag bis 2021. Mit Internacional gab Iago 2019 sein Debüt auf internationaler Klubebene. Im ersten Spiel der Gruppenphase der Copa Libertadores 2019 traf sein Klub am 6. März 2019 auswärts auf den CD Palestino aus Chile. In dem Spiel stand Iago in der Anfangsformation.
Zur Saison 2019/20 wechselte er in die Bundesliga zum FC Augsburg, bei dem er einen bis zum 30. Juni 2024 gültigen Vertrag erhielt. Sein Debüt gab er am 28. September 2019 bei der 0:3-Niederlage im Heimspiel gegen Bayer 04 Leverkusen; sein erstes Bundesligator erzielte er am 13. Dezember 2019 (15. Spieltag) beim 4:2-Sieg im Auswärtsspiel gegen die TSG 1899 Hoffenheim mit dem Treffer zum Endstand in der 85. Minute.
Im Juli 2024 wechselte Iago ablösefrei zurück nach Brasilien zum Verein EC Bahia.

### Nationalmannschaft
Iago wurde für den Suwon JS Cup 2016 in die brasilianische U20-Auswahl berufen. Am 2. Juni 2019 debütierte er für die U23-Auswahl bei einem Spiel gegen Guatemala.